# St. Michael (Berg am Laim)

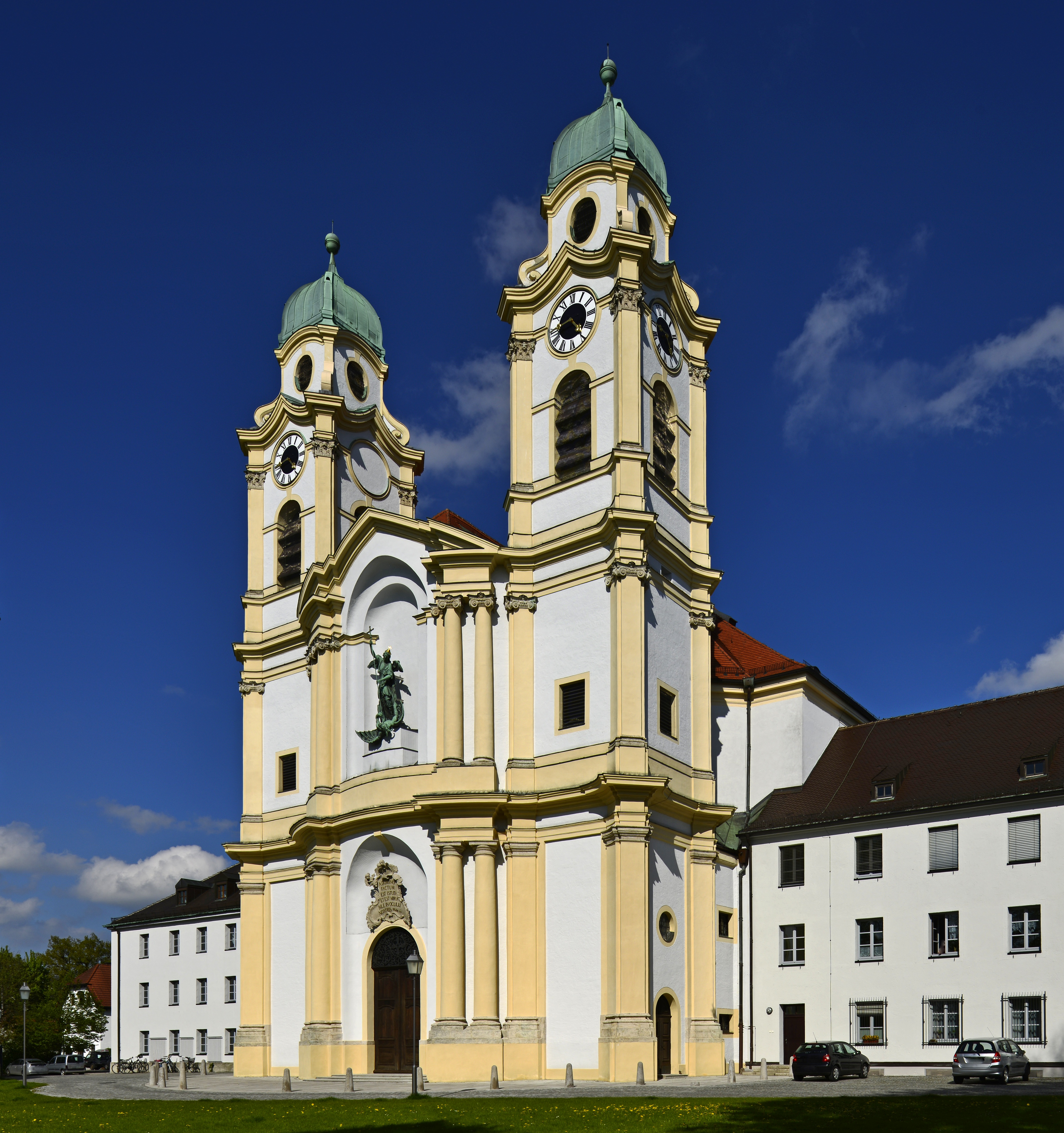
Außenansicht der Kirche St. Michael Berg am Laim

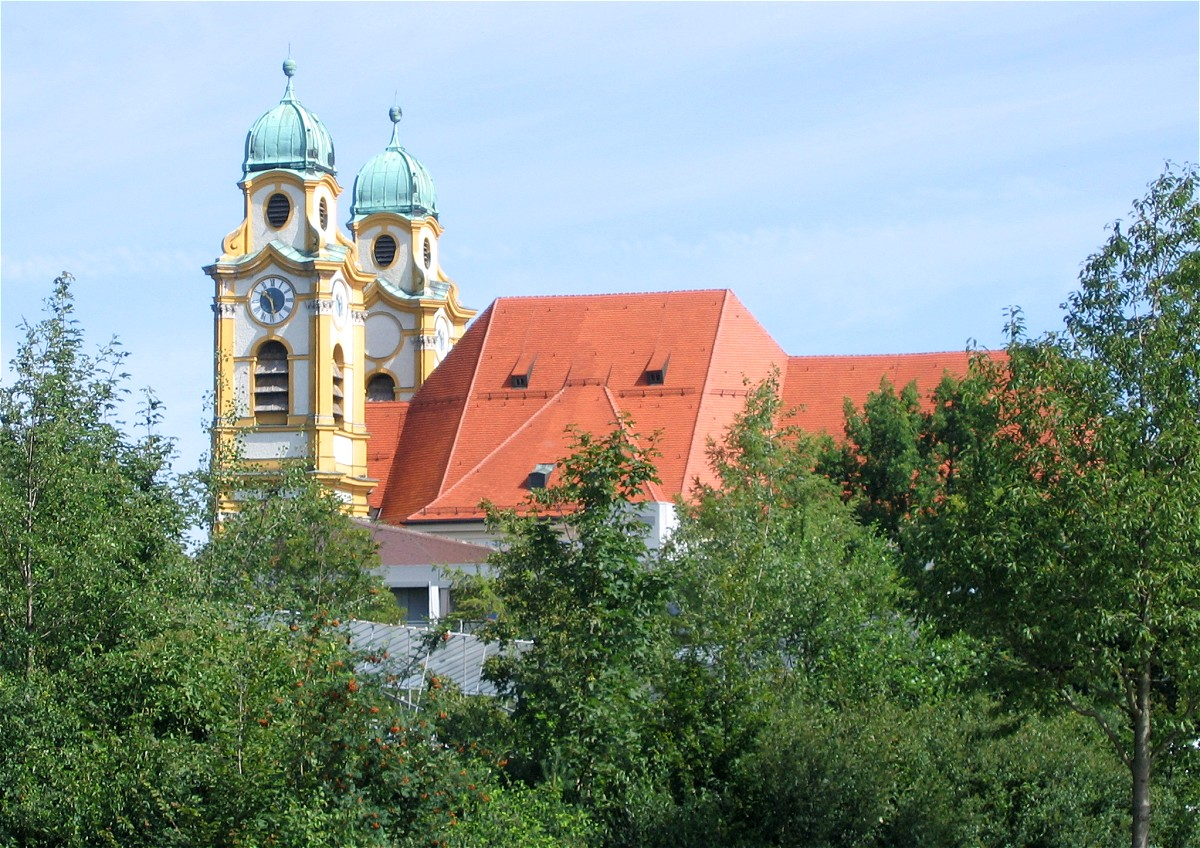
Außenansicht von Süden

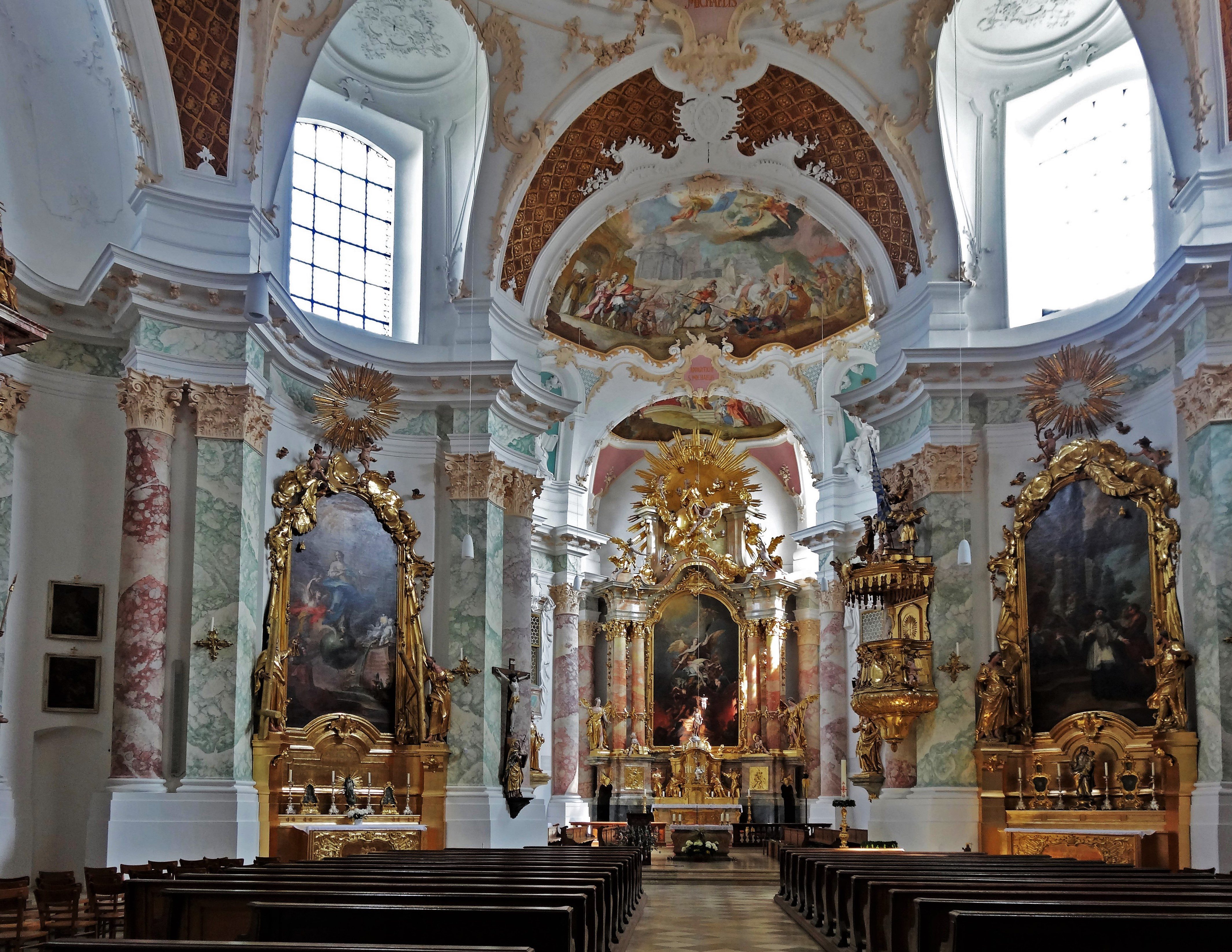
Innenansicht

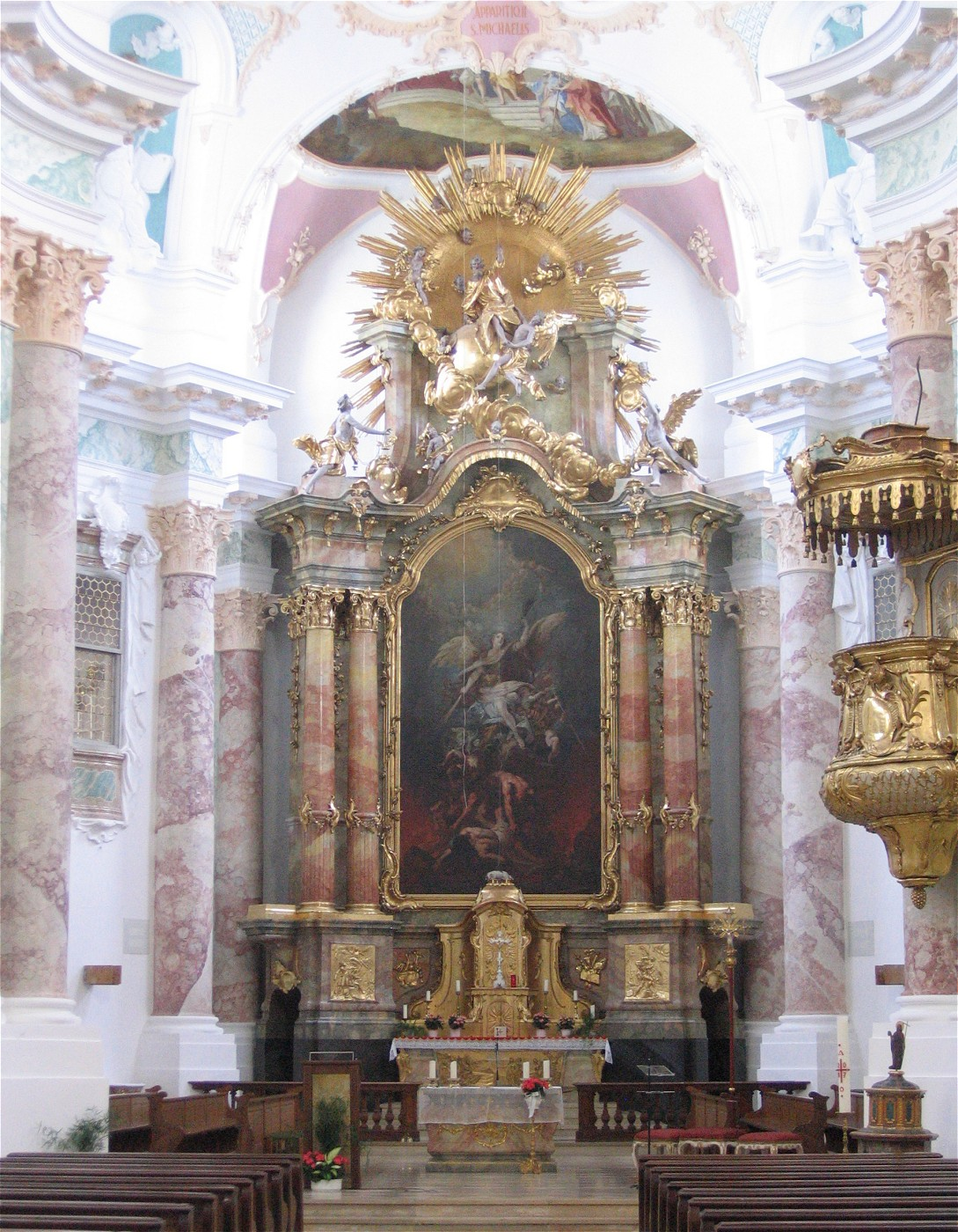
Hochaltar

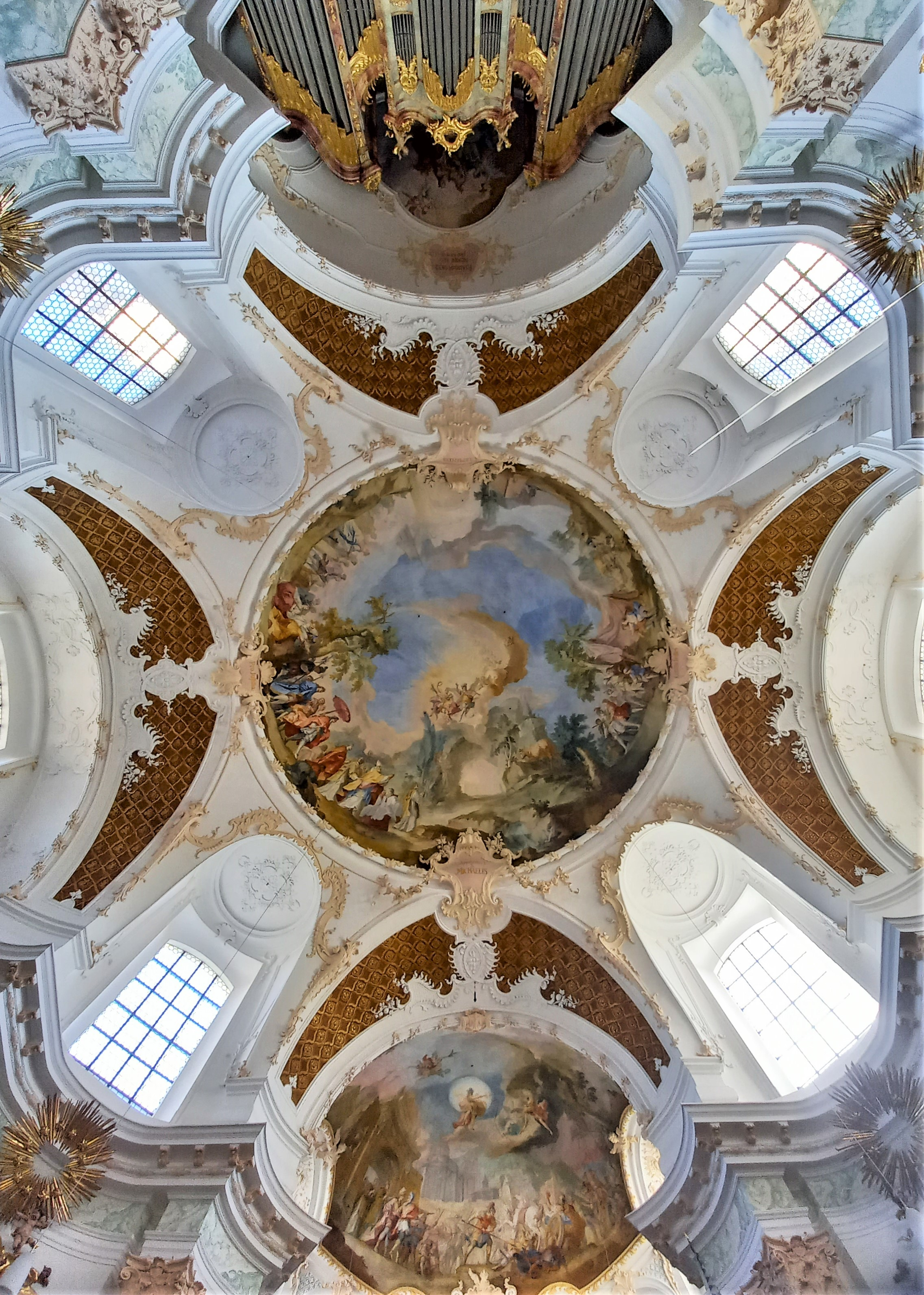
Gewölbefresko

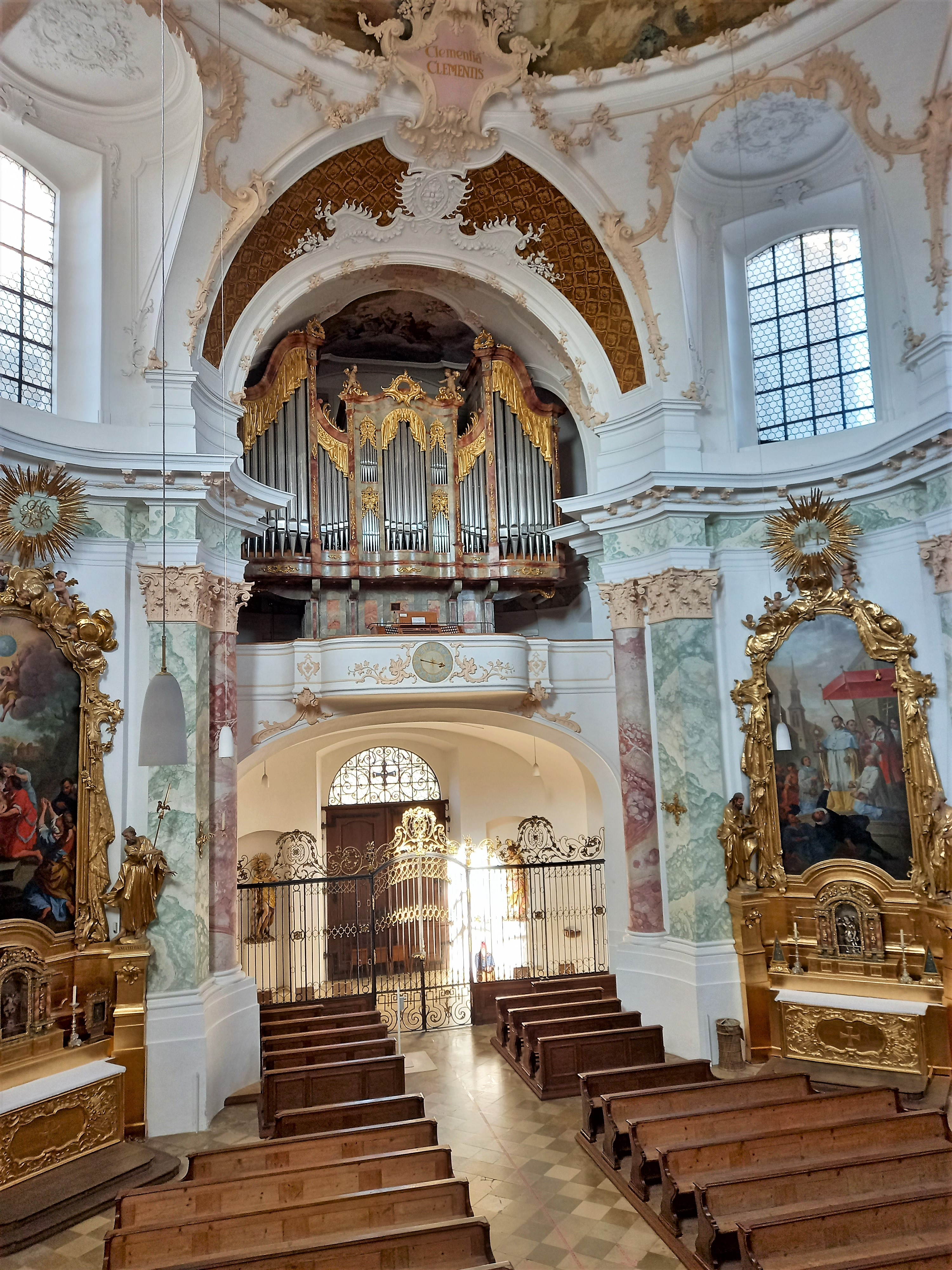
Empore mit Orgel

Die römisch-katholische Pfarrkirche Sankt Michael in Berg am Laim ist einer der prachtvollsten und bedeutendsten Sakralbauten im heutigen Stadtgebiet von München. Die spätbarocke Kirche wurde zwischen 1735 und 1751 im Auftrag des Kurfürsten und Erzbischofs von Köln Clemens August I. von Bayern nach Plänen des bayerischen Baumeisters Johann Michael Fischer errichtet. Die Ausstattung der Kirche gilt als ein Hauptwerk des süddeutschen Rokoko.

## Geschichte

### Baugeschichte
St. Michael wurde 1735 bis 1751 im Auftrag des Kurfürsten und Erzbischofs von Köln Clemens August, eines Sohnes Max Emanuels von Bayern, in seiner Hofmark Berg am Laim bei München errichtet. Sie sollte als Hauskirche für den Michaelsorden und die Erzbruderschaft St. Michael sowie als Hofkirche dienen. Verantwortlich für den Bau war der bayerisch-kurkölnische Architekt und Baumeister Johann Michael Fischer, der sich 1739 gegen den Münchner Hofbaumeister Philipp Jakob Köglsperger d. J. durchsetzte. Den Bauauftrag bekam 1735 Johann Michael Fischer, 1737 wurde ein Vertrag mit ihm geschlossen und er zeichnete den Grundriss, 1738 gab es jedoch auch einen Vertrag mit dem Parlier Philipp Jakob Köglsperger. Nun begann ein Intrigieren des ehrgeizigen Köglsperger, der den Bau dann beginnen konnte und auf den auch die Doppelturmfassade zurückgeht. Erst als diese etwa acht Schuh (etwa 2,65 m) in die Höhe gemauert war, übernahm Fischer wieder die Bauleitung.
Es ist die einzige Kirche Fischers, die im Stil des Rokokos reich mit Rocaillen verziert wurde, möglicherweise lag dies an François de Cuvilliés dem Älteren, der bei diesem Bau als Bauinspektor tätig war.
1743 bis 1744 fertigte der Hofstuckateur und Maler Johann Baptist Zimmermann jedenfalls die Deckenmalereien und Stuckaturen an. Bekannt sind auch der Hochaltar mit dem Bild des Erzengels Michael von Johann Andreas Wolff sowie Schnitzarbeiten von Ignaz Günther und Johann Baptist Straub. Erwähnenswert ist die deutliche Dreiteilung der Zentralräume: In den ehedem der Bruderschaft dienenden Gemeinderaum, dann in den dem Fürsten sowie dem Ritterorden vorbehaltenen Chorraum und zuletzt in den Altarraum.

### Nachfolgende Zeit
1801 kam Berg am Laim mit der Auflösung des Kurfürstbistums Köln zu Bayern, die Hofkirche wurde Pfarrkirche. Im Zuge der Säkularisation 1802 erfolgte die Auflassung des Hospizes. Bruderschaft und Orden blieben vorerst weiter bestehen. 1913 wurde Berg am Laim nach München eingemeindet. Der Michaelsorden wurde 1837 in den Verdienstorden vom Heiligen Michael umgewandelt und mit der Revolution von 1918 schließlich ganz aufgehoben, die Erzbruderschaft besteht unter der Leitung des Pfarrers von St. Michael heute noch.
Im Zweiten Weltkrieg wurde die Kirche am 30. April 1945 durch einen Artillerietreffer stark beschädigt.
Anrückende Truppen der amerikanischen Armee wurden von einer Flakstellung, die sich in etwa auf dem Gebiet des heutigen Parks im Südosten befand, beschossen. Die Amerikaner feuerten ebenso. Eine der Granaten drang durch das Nordfenster im Altarraum in die Kirche ein, geriet hinter den Altar, prallte dort von der Apsiswand ab, durchschlug das Altarbild und detonierte am Boden. Es entstand ein großer Explosionstrichter, die rechte Seite des Altars und das Altarbild wurden zerstört. Die Wände und Decken (samt der Bemalung und den Fresken) des Kirchenraumes und der Sakristei wurden durch Granatsplitter beschädigt. Am Tag nach der Explosion durchsuchten Gemeindeglieder den Schutt und sicherten die Teile des Altares und des Altarbildes.
Eine erste umfassende Restaurierung der Kirche erfolgte in den Jahren 1978 bis 1982. Von 2000 bis 2016 fand eine weitere umfassende Sanierung (Dachstuhl, Raumschale, Einrichtung, Türme) statt.

## Architektur

### Außenbau
Die weiß gestrichene Doppelturmfassade der ehemaligen Hof- und Ritterordenskirche St. Michael ist sparsam gegliedert, die dreigeschossigen Türme sind durch helmartige Hauben mit aufgesetzten Laternen bekrönt und die Ecken durch gelbe Pilaster eingerahmt. Die Türme erreichen jeweils eine Höhe von 45 m. Der konvexe Mittelteil der Fassade ragt zwischen den Türmen leicht hervor, seine beiden Geschosse sind von jeweils doppelten, ebenfalls gelb gestrichenen Säulen eingefasst. In der großen Nische im zweiten Geschoss über dem Portal befindet sich die Figur des St. Michaels, die die nicht erhaltene Originalfigur erst 1911 ersetzt hat und in den Proportionen etwas zu klein geraten ist. Die ursprünglich angedachte Sichtachse in Form einer vom Gasteig über den heutigen Orleansplatz stadtauswärts führenden Straße direkt auf St. Michael zu wurde mit dem Bau der Bahnstrecke München-Mühldorf jedoch nie realisiert.

### Innenraum
Zwischen 1735 und 1739 begann Fischer drei besondere Meisterwerke europäischer Sakralbaukunst: die Kirchen in Ingolstadt, Aufhausen und St. Michael in Berg am Laim. Alle drei wurden als Zentralräume auf dem Grundriss eines ungleichschenkligen Oktogons gestaltet, dessen Nischen mit Säulen besetzt sind. Berg am Laim misst in der Länge 44,2 m, in der Breite 24,5 m. Der Grundriss besteht aus vier Teilen: einem gerundeten, querrechteckigem Vorraum, oktogonalem „Gemeinderaum“, quadratischem Chor mit abgeschrägten Ecken sowie einem wiederum querrechteckigem Altarraum mit gerundeten Seiten.
Das zentrale Oktogon, ehemals für die Bruderschaft vorgesehen, wird von acht Stützenpaaren markiert, die sich jeweils aus einer Säule und einem Pilaster zusammensetzen. In der Querachse bildet das Oktogon flache Kreuzarme aus. Deren Ecken runden sich, so das gemuldete Altarnischen entstehen. Die Diagonalseiten zeigen einfache Mauerflächen. Die Gewölbezone ist auffällig gestaltet. An den Hauptachsen schwingen die Stirnbögen als raumhaltig gemuldete Flächen weit vor. An den Diagonalseiten vermitteln Stichkappen zwischen Fenster und Gewölbe. Die Kappen bilden ein flaches, kreisförmiges Deckerund aus – eine äußerst ungewöhnliche Form. Eine Flachkuppel schließt den „Gemeinderaum“ nach oben ab.
Der Chor, einst dem hochadeligen Bruderschaftsvorstand vorbehalten, hat deutlich geringere Abmessungen wie das zentrale Oktogon, ist jedoch ähnlich gestaltet. Die schmalen Diagonalseiten werden von Säulen flankiert. Die darüberliegenden Stichkappen sind unbefenstert. An den Seiten befinden sich Oratorien. Säulenordnung, Gebälk und Obergadenfenster weisen gleiche Proportionen und Höhe auf wie im Hauptraum. Der Altarraum schließt mit einer geraden Wand ab, ist an den Seiten jedoch gerundet. Chorraum und Altarraum tragen steilere Kuppeln als der zentrale Bruderschaftsraum. Die Scheitelhöhen der vier Teile sind: Vorhalle 17,5 m, Oktogon 20,8 m, Chor 20,0 m, Altarraum 19 m.

## Kunstwerke des Innenraums
Die Gewölbekonstruktionen der Kirchenraum-Kuppeln von St. Michael, von denen die größte einen Durchmesser von 17 Metern hat, befinden sich unter dem am weitesten gespannten freitragenden Holzgewölbe in Süddeutschland. Die drei großen Fresken von Johann Baptist Zimmermann (1743/44) liegen über dem Gemeinderaum, dem Ritterordensraum und dem Altarraum und stellen die drei Erscheinungen des Erzengels Michael dar:
- Gewölbefresko im Gemeinderaum: Bischof und Bürger der von St. Michael geretteten Stadt Sipontum pilgern zum Monte Gargano – das Pfeilwunder am Monte Gargano
- Gewölbefresko im Vorchor: Der Erzengel Michael steht den Sipontinern gegen die Neapolitaner bei
- Gewölbefresko im Altarraum: Die Erscheinung des Erzengels Michael in der Höhle am Monte Gargano

Den Hochaltar von Johann Baptist Straub (1767) rahmen zwei schräg gestellte Säulenpaare, auf denen mächtige Gebälkstücke ruhen. Das Hochaltarbild, Erzengel Michael kämpft gegen Luzifer, hatte Johann Andreas Wolff bereits 1694 geschaffen. Es dient erst seit 1745 als Altarblatt. Im Altarauszug ist Gottvater umgeben von einer Strahlenglorie zu sehen. Die beiden Engelsfiguren zu Seiten der Säulenpaare stammen ebenfalls von Straub.
Die Seitenaltäre der Immaculata, des St. Johannes Nepomuk, Portiunkula und des Hl. Norbert schmücken Figuren und Aufbauten von Johann Baptist Straub, 1743/1744 und 1758/1759.  Nach anderen Angaben stammen die Altarretabel des Hochaltars und der sechs Nebenaltäre sämtlich aus der Werkstatt Straubs. Die Gemälde des Immaculata-, des Johannes-Nepomuk- und des Portiuncula-Altars sind von Johann Baptist Zimmermann. Das Altarbild der Heiligen Familie auf dem südlichen Queraltar schuf Johann Georg Winter. Die Altarblätter des Norbert- und des Franz-von-Paula-Altars schuf Joseph Ignaz Schilling (1744).
Wichtige Kunstwerke sind insbesondere auch ein Kruzifix (Passauer Schule, 15. Jahrhundert), eine Mater dolorosa (18. Jahrhundert) sowie die Kanzel (Benedikt Haßler, 1745) und die Skulptur des hl. Rochus von Andreas Faistenberger (1690) im Vorraum.

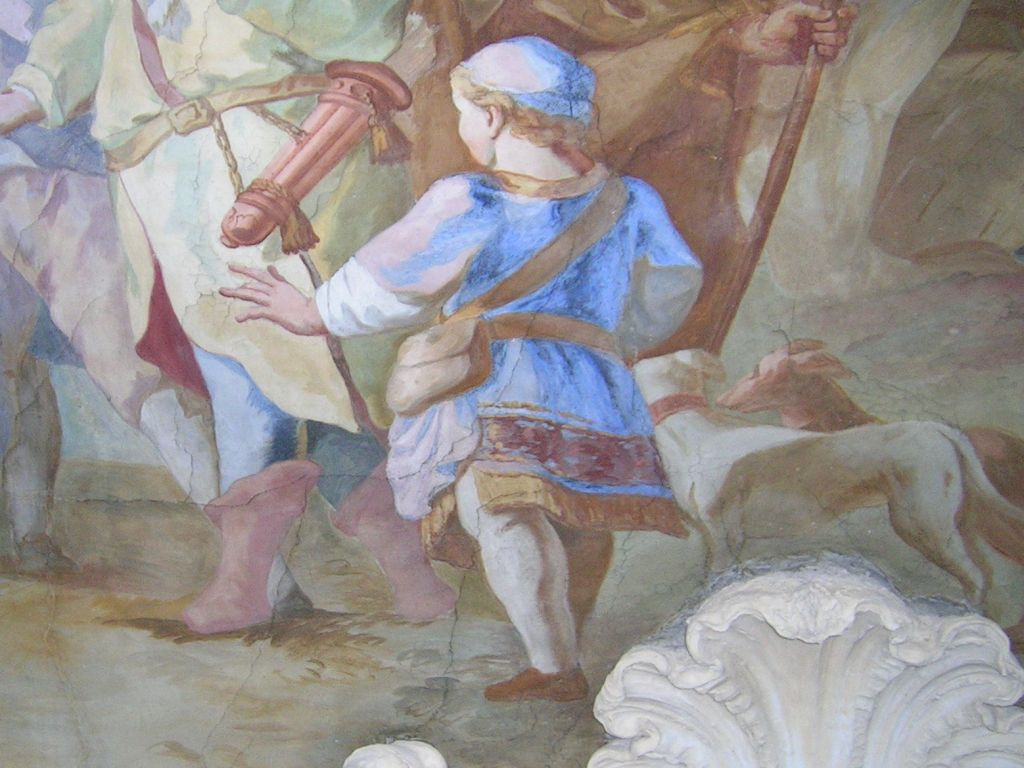
Detail des Deckenfreskos von Johann Baptist Zimmermann
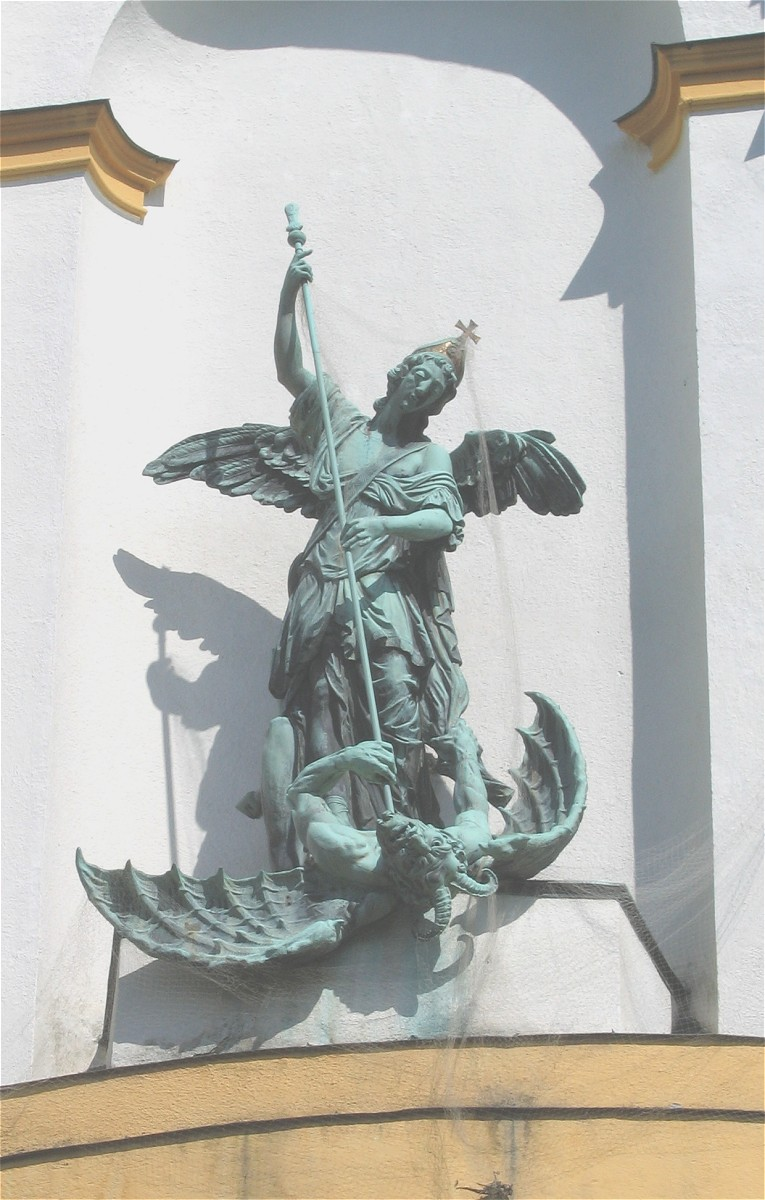
Michaelsfigur von Franz Joseph Muxel, über dem Eingang
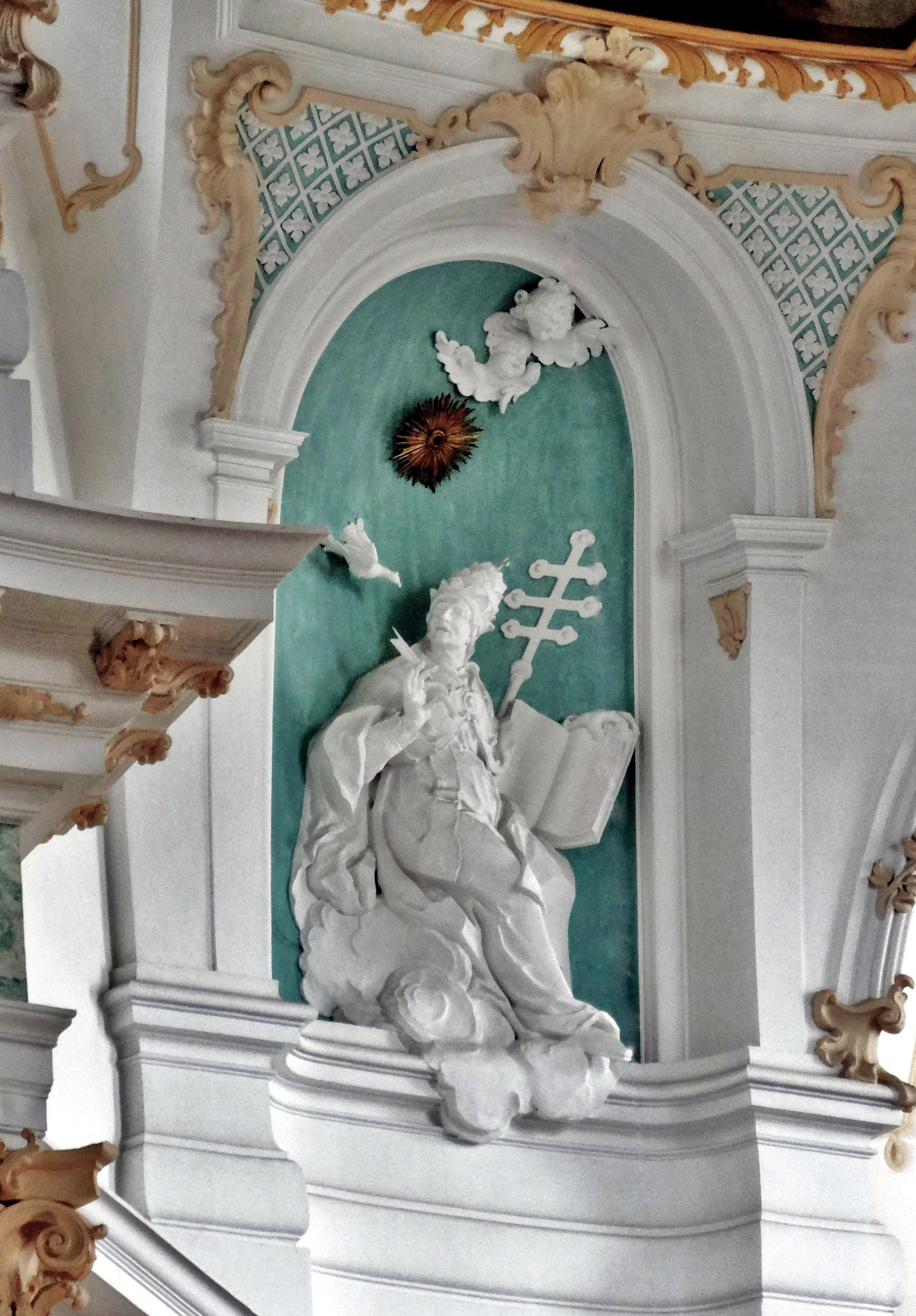
Stuckstatue des hl. Gregor des Großen unter der Kuppel des Chorraumes
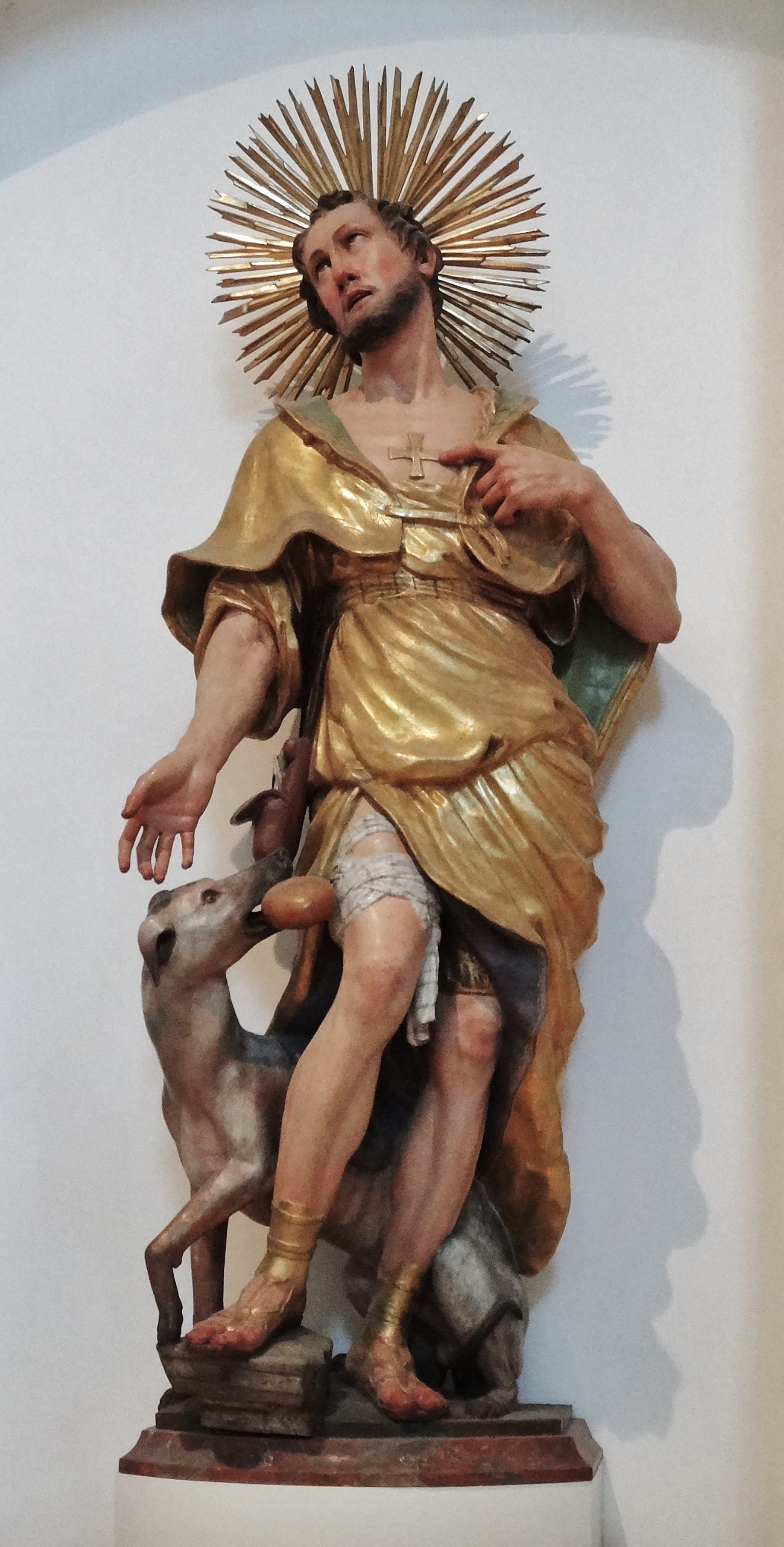
Statue des hl. Rochus von Faistenberger (1690)

## Orgel

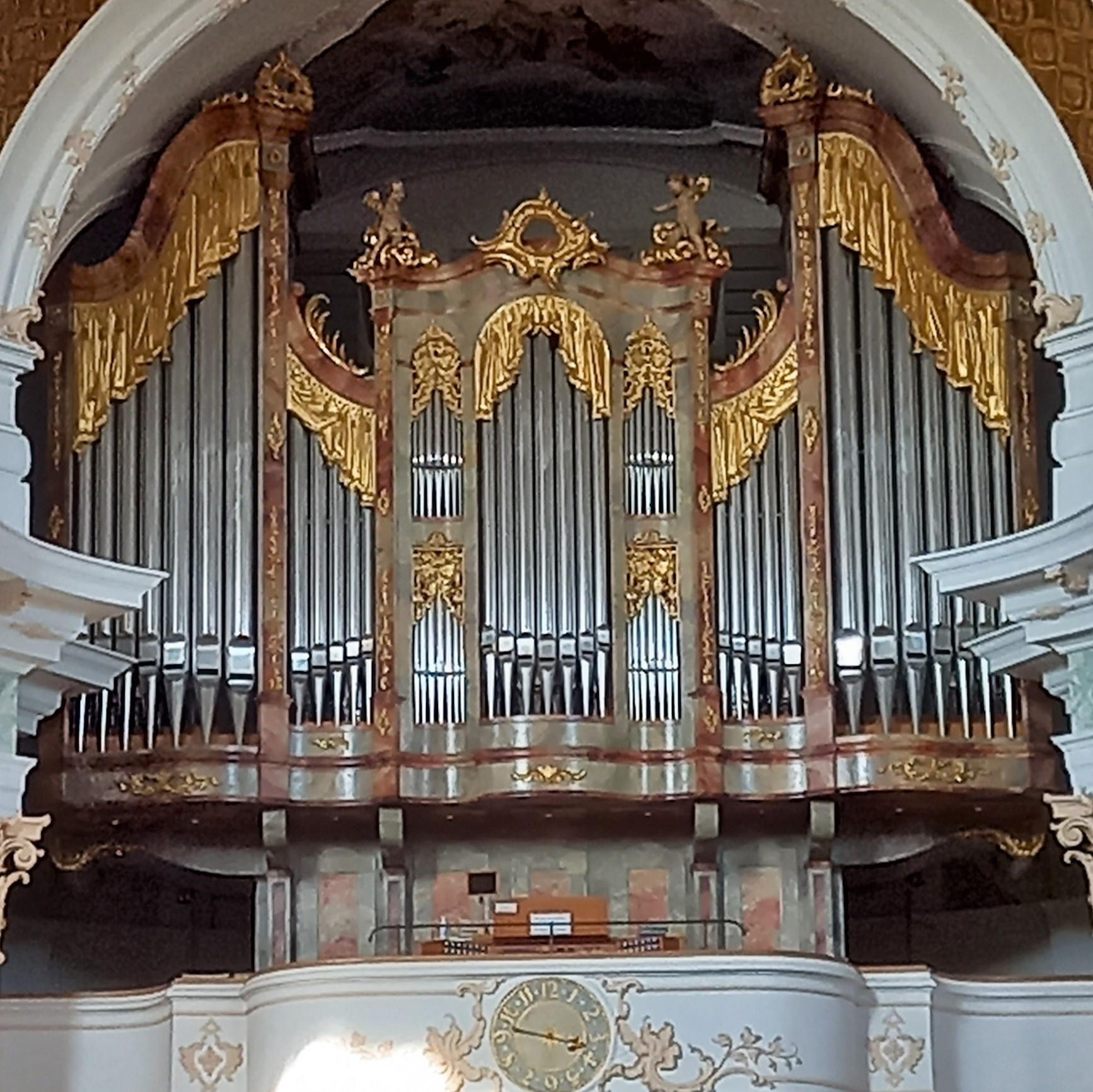
Sandtner-Orgel

Die Orgel in St. Michael wurde 1996 durch Hubert Sandtner (Dillingen an der Donau) erbaut. Das Instrument mit drei Manualen und Pedal hat 48 Register auf Schleifladen. Die Spieltrakturen sind mechanisch, die Registertrakturen elektrisch.
| I Hauptwerk C–g3 |                  |       |
| 1.               | Praestant        | 16′   |
| 2.               | Principal        | 8′    |
| 3.               | Copel            | 8′    |
| 4.               | Flûte harmonique | 8′    |
| 5.               | Viola da Gamba   | 8′    |
| 6.               | Octave           | 4′    |
| 7.               | Nachthorn        | 4′    |
| 8.               | Quinte           | 2 ⁄3′ |
| 9.               | Superoctav       | 2′    |
| 10.              | Cornet V (ab b0) | 8′    |
| 11.              | Mixtur V         | 2′    |
| 12.              | Bombarde         | 16′   |
| 13.              | Trompette        | 8′    |
|                  | Tremulant        |       |

| II Positiv C–g3 |                |       |
| 14.             | Bourdon        | 8′    |
| 15.             | Quintade       | 8′    |
| 16.             | Principal      | 4′    |
| 17.             | Rohrflöte      | 4′    |
| 18.             | Sesquialter II | 2 ⁄3′ |
| 19.             | Flageolett     | 2′    |
| 20.             | Quint          | 1 ⁄3′ |
| 21.             | Scharff IV     | 1′    |
| 22.             | Dulcian        | 16′   |
| 23.             | Cromorne       | 8′    |
|                 | Tremulant      |       |

| III Schwellwerk C–g3 |                  |        |
| 24.                  | Bourdon          | 16′    |
| 25.                  | Prestant         | 8′     |
| 26.                  | Flauto           | 8′     |
| 27.                  | Salicional       | 8′     |
| 28.                  | Vox celèste      | 8′     |
| 29.                  | Octave           | 4′     |
| 30.                  | Flûte octaviante | 4′     |
| 31.                  | Nazard           | 2 ⁄3′  |
| 32.                  | Quarte de Nazard | 2′     |
| 33.                  | Tierce           | 1 3⁄5′ |
| 34.                  | Plein Jeu IV-V   | 2 ⁄3′  |
| 35.                  | Trompette harm.  | 8′     |
| 36.                  | Hautbois         | 8′     |
|                      | Tremulant        |        |

| Pedal C–f1 |               |         |
| 37.        | Principal     | 16′     |
| 38.        | Subbass       | 16′     |
| 39.        | Dulcian       | 16'*    |
| 40.        | Quinte        | 10 2⁄3′ |
| 41.        | Octavbass     | 8′      |
| 42.        | Gedecktbass   | 8′      |
| 43.        | Choralbass    | 4′      |
| 44.        | Hintersatz IV | 2 ⁄3′   |
| 45.        | Posaune       | 16′     |
| 46.        | Trompete      | 8′      |
| 47.        | Clairon       | 4′      |
| 48.        | Carillon*     |         |
|            |               |         |

- Koppeln: II/I, III/I, III/II, I/P, II/P, III/P
- Spielhilfen: Tutti, Registereinzelabschaltung (Zungen), 9× 256-fache Setzeranlage, Crescendowalze.
- * Register am Spieltisch vorhanden und zum Ausbau vorgesehen.

## Glocken
Das Geläute besteht heute aus sechs Bronzeglocken, die über beide Türme verteilt sind.
Die ersten Glocken erhielt St. Michael im Jahr der Kirchweihe 1751 von Glockengießermeister Anton Benedikt Ernst. 1893 wurde das Geläut von Anton Bachmair aus Erding zu einem sechsstimmigen Geläut mit Schlagtonfolge c1 – f1 – g1 – a1 – c2 – d2 erweitert. Die beiden Weltkrieg überlebte davon nur die Marienglocke im Ton a1. Nachdem die heutige Sterbeglocke von 1631, die vorher in der benachbarten Loretokapelle (heute koptische Kirche St. Mina) gehangen hatte, nach St. Michael kam, ließ die Pfarrgemeinde bei der Gießerei Hahn in Landshut vier neue Glocken gießen, die das heutige Geläute bilden.
| Nr. | Name             | Nominal | Gewicht | Durchmesser | Gießerei                     | Gussjahr | Inschrift |
| --- | ---------------- | ------- | ------- | ----------- | ---------------------------- | -------- | --- |
| I   | Hl. Michael      | d1+1    | 1550 kg | 138,0 cm    | Johann Hahn, Landshut        | 1954     | GOTT IST DER HERR AUCH UNSERER ZEIT + SEIT ENGEL FÜHRT UNS ZU EWIGKEIT. GESTIFTET VON DEN OPFERGABEN DER PFARRGEMEINDE ST. MICHAEL BERG AM LAIM |
| II  | Maria Immaculata | f1+2    | 870 kg  | 114,5 cm    | Johann Hahn, Landshut        | 1954     | ER HAT MICH UMHÜLLT MIT DEM MANTEL DER GERECHTIGKEIT, WIE EINE BRAUT IM SCHMUCKE.                                                               |
| III | Hl. Vinzenz      | g1+3    | 670 kg  | 103,0 cm    | Johann Hahn, Landshut        | 1954     | DEN ARMEN DIENEN HEISST IHM NACHGEHEN |
| IV  | Hl. Maria        | a1      | 350 kg  | 88,0 cm     | Anton Bachmair, Erding       | 1893     | AVE MARIA, GRATIA PLENA , ORA PRO NOBIS NUNC ET IN HORA MORTIS NOSTRAE AMEN.                                                                    |
| V   | Schutzengel      | c2+2    | 275 kg  | 76,0 cm     | Johann Hahn, Landshut        | 1957     | IHRE ENGEL SCHAUEN IM HIMMEL IMMER AUF DAS ANGESICHT MEINES VATERS                                                                              |
| VI  | Sterbeglocke     | fis2-4  | 100 kg  | 53,4 cm     | Bartholomäus Wengle, München | 1631     | MICH GOSS BARTHOLOMÄUS WENGELE IN MINCHEN MD C XXXI                                                                                             |

## Filialkirche
Die alte Kirche St. Stephan hat ihre Selbstständigkeit als Pfarrkirche schon 1806 auf Grund eines königlichen Erlasses an die Bruderschaftskirche St. Michael verloren, der sie heute als Filialkirche dient. Dort finden die Werktagsmessen und die Frühmesse am Sonntag statt.